# The Batman (série de televisão)
The Batman é uma série animada norte-americana produzida e distribuída pela Warner Bros. desde 2004, baseada nas aventuras do herói da DC Comics, Batman. O character design da série ficou a cargo de Jeff Matsuda. No Brasil, foi exibida pelo canal fechado Cartoon Network e pelo canal aberto SBT. Em Portugal, foi exibido pelo canal aberto RTP 2 e atualmente no Biggs.

## Características
Ao contrário das séries Batman: The Animated Series, The New Batman Adventures e Batman Beyond, The Batman foi produzida com o intuito de chamar a atenção das crianças que estão começando a se interessar pelo personagem. O Batman retratado na animação ainda está em início de carreira. Porém, o cavaleiro de Gotham ainda é o mesmo Batman atormentado, na mesma Gotham City sombria e com a mesma motivação para o combate ao crime, de maneira a agradar também aos fãs mais velhos.
A maioria dos coadjuvantes e vilões têm aparência mais bizarra ou exótica, mas nada que comprometa a reputação dos mesmos. Visualmente, os personagens apenas estão diferentes das versões anteriores.
Além da série não apresentar todos os vilões como, por exemplo, o Duas-Caras, o Espantalho e o Chapeleiro Louco, a partir da quinta temporada a série foca aventuras da Liga da Justiça fugindo de seu enredo principal.

## Produção

### Desenvolvimento
Enquanto Batman passava por uma dramática reinvenção nas páginas e na tela grande ao longo dos anos 2000, suas aventuras animadas não eram menos inovadoras. No início da década, “Batman: A Série Animada” continuava a lançar uma sombra poderosa, sendo considerada por muitos uma quase perfeita encapsulação do Cavaleiro das Trevas e seu mundo. Embora seguir "Batman: A Série Animada" e os programas que ela gerou fosse um grande desafio, a Warner Bros. sentiu que era o momento certo para lançar um desenho animado solo apresentando um jovem e moderno Cruzado Encapuzado — um novo Batman para uma nova geração. Alan Burnett e Glen Murakami, veteranos de “Batman: A Série Animada”, seriam os produtores da nova série. Porém, pela primeira vez em mais de uma década, a Warner Bros. lançaria um desenho do Batman sem a direção ou arte de Bruce Timm, que estava ocupado como produtor executivo de Justice League e Justice League Unlimited.
A pedido da Warner Bros., a nova versão, intitulada simplesmente “O Batman”, apresentaria um Batman mais jovem, apenas começando sua carreira como aventureiro mascarado. "Na época, a Warner Bros. [Network] queria um programa do Batman que atraísse o público de sábado de manhã, de seis a onze anos," observa Alan Burnett. "Então, um grupo totalmente novo de criadores foi trazido, liderado pelo desenvolvedor Sam Register."
Register, um executivo do Cartoon Network, queria criar um desenho do Batman dinâmico e cheio de ação, com um estilo visual arrojado e novo. Ele recrutou vários criadores que haviam desenvolvido o surpreendente sucesso animado da Sony Pictures, Jackie Chan Adventures, muito popular com o público-alvo que a Warner Bros. queria alcançar com “O Batman”.
O diretor Michael Goguen e o co-criador e produtor executivo Duane Capizzi foram dos primeiros a se juntar a Register em Gotham. "Nossa missão era criar uma nova versão animada do Batman com a qual os jovens daquela época, dos anos 2000, pudessem se identificar mais do que com as versões anteriores, trazendo influências de anime moderno e do cinema de ação moderno e misturando esses elementos com aspectos clássicos dos quadrinhos do Batman do passado também," diz Goguen.
Capizzi contratou outro associado, Steven Melching, como um dos roteiristas principais da série. "Duane apresentou a série como Batman: Ano Três," conta Melching. "Bruce Wayne ainda está se adaptando e criando seu equipamento, e a polícia ainda não está totalmente ao seu lado. Neste ponto, ele conseguiu limpar a maioria dos crimes de nível de rua, mas agora começam a aparecer os vilões mais coloridos."
A galeria de vilões que surgiram em resposta ao Batman representava uma espécie de escalada. Embora a série oferecesse tudo o que os espectadores de Batman poderiam esperar, incluindo referências à série de TV dos anos 1960 e aos filmes de Tim Burton, a equipe criativa também pretendia apresentar um retrato incomumente detalhado do detetive Cavaleiro das Trevas. "Nossa missão era focar mais no personagem Bruce Wayne e, esperançosamente, envolver o espectador na máscara, para que pudéssemos nos identificar um pouco mais com o Batman, olhando de dentro para fora", observa Goguen. "Íamos enfatizar o desenvolvimento de Bruce/Batman em sua tecnologia, arsenal de gadgets e veículos, o que levaria a uma série com mais ação e um sentimento moderno. Com sorte, teríamos tempo para mostrar Bruce Wayne/Batman evoluindo até se tornar o maduro combatente do crime e detetive que todos conhecemos."
Esse arco de origem também deu a Capizzi e Goguen a oportunidade de desenvolver ainda mais uma das alianças mais duradouras no mundo de Batman. "Isso nos permitiu explorar o relacionamento de Bruce com Alfred, que, em um sentido muito real, serviu como uma espécie de pai substituto para Bruce", diz Goguen. "Nesta fase da vida de Bruce e da carreira do jovem Batman, Alfred tinha um papel mais ativo em apoiar, proteger e até aconselhar Bruce. Isso adicionava um elemento emocional que gostamos de trabalhar. Queríamos que o programa transmitisse a sensação de que, pela primeira vez desde 2004, tudo isso estava acontecendo. Era estranho e talvez difícil para alguns fãs mais velhos, mas sentimos que os fãs mais jovens mereciam um Batman próprio."
Esse novo Batman seria dublado pelo ator canadense Rino Romano, cuja experiência anterior com super-heróis incluía o papel principal na série de TV da Marvel de 1999, Spider-Man Unlimited. O talentoso ator britânico Alastair Duncan daria suporte a partir da Batcaverna no papel vital de Alfred.
A criação do visual moderno da série ficou a cargo do designer de personagens Jeff Matsuda, que já havia trabalhado em Jackie Chan Adventures. "Minha abordagem era que o mundo já conhecia “Batman: A Série Animada”, e não íamos superar aquilo", diz Matsuda. "Aquela série era de um tempo diferente e foi feita com tanta competência... meu objetivo, já que aquela série tinha seguido um caminho bem diferente do que veio antes, era seguir um caminho bem diferente também. Não queríamos fazer a mesma coisa de novo."
O Batman de Matsuda, angular e inspirado em anime, era mais jovem, mais rápido e consideravelmente mais acrobático que seu antecessor em "Batman: A Série Animada". "Isso refletia tanto a equipe artística do programa quanto as expectativas do público da época," observa o artista de storyboard Brendon Vietti, que havia trabalhado em The New Batman Adventures. "Pelo que me lembro, a equipe daquela série discutia mais sobre cineastas clássicos de Hollywood, enquanto a equipe de “O Batman” focava muito no anime moderno. E, comparado ao tempo de "Batman: A Série Animada", o anime tinha muito mais exposição nos EUA quando fizemos “O Batman”, então acho que o público procurava por esse estilo de ação."
Uma das revisões estilísticas mais radicais de “O Batman” era evidente na primeira onda de vilões fantasiados de Gotham, incluindo Mulher-Gato, Sr. Frio e Cara-de-Barro. "Foi desafiador e divertido reinventar os primeiros encontros do Batman com membros de sua clássica galeria de vilões," diz Goguen. "Para nós, os designs originais e novos que Jeff Matsuda desenvolveu para o programa faziam com que cada vilão parecesse um novo e surpreendente desafio, permitindo que sentíssemos algo parecido com o que Batman sente ao encontrar esses personagens insanos pela primeira vez. Queríamos que cada personagem tivesse um fator “uau”, acrescenta Matsuda. "Se não fosse impressionante ou envolvente, poderíamos simplesmente copiar o que já havia sido feito antes. Com cada personagem, olhávamos para o que o mundo conhecia sobre ele e, em seguida, subvertíamos essa ideia."
O roteirista Steven Melching desenvolveu novas origens e histórias para vários vilões clássicos do Batman, incluindo um de seus personagens favoritos, o Pinguim. "Sentia que Oswald Cobblepot era um personagem com muito potencial que havia sido pouco desenvolvido em encarnações anteriores," diz Melching. "Trabalhando com Duane Capizzi, decidimos torná-lo o anti-Bruce Wayne. Enquanto Bruce era admirado, Oswald era desprezado. Onde Bruce era rico e popular, Oswald era pobre e prepotente. Mas Oswald desejava desesperadamente ser Bruce. Ele era insanamente ciumento e queria se tornar rico e restaurar o nome de sua família enquanto destruía Bruce. Sei que sou parcial, mas acredito que fizemos a encarnação mais forte e interessante do personagem."
O inimigo mais astuto do Batman, o Charada, recebeu um design gótico evocativo do roqueiro Marilyn Manson e foi escrito com uma abordagem decididamente mais sombria em suas atividades criminosas. O Coringa, por sua vez, foi reimaginado como o próprio caos personificado, um ágil acrobata que, pela primeira vez na história do personagem, era mais do que páreo para o Cavaleiro das Trevas em termos físicos.
Os membros mais extremos da galeria de vilões do Batman também foram material ideal para interpretações radicais. "Nos quadrinhos, Bane era um brutamontes impulsionado pelo Veneno, e ele queria machucar o Batman," diz Matsuda. "Esse é o cerne do personagem. Ele tinha um estilo de “luchador” antes, e queríamos nos afastar disso. Então, tivemos a ideia de que ele era um cara comum e esguio quando não estava 'carregado', mas, ao crescer, ele passava de um tom neutro, cinza frio, para um vermelho de raiva, e as faixas de seu traje cresciam e se expandiam junto com ele."
Essa transformação foi inspirada pela fascinação de infância de Matsuda por mosquitos e as mudanças que eles sofrem ao picar suas presas. "Quando bebem sangue, seu abdômen começa a crescer e se separar, e você vê o sangue se movendo... e foi daí que surgiu nossa versão de Bane. Quando ele cresce e se torna mais forte, mais bravo, maior, suas roupas permanecem do mesmo tamanho, mas esticam e se separam."
“O Batman” estreou em 11 de setembro de 2004, como parte da programação de outono do Kids WB! Network. A sequência de abertura estilizada e o tema assombroso criado pelo guitarrista do U2, The Edge, deixaram claro para os espectadores que este era um Batman animado diferente de qualquer outro. "Acho que sempre se quer encontrar um novo ângulo, seja em termos de história ou visuais, para manter um personagem fresco na mente do público," diz o roteirista da série Adam Beechen. "Além disso, quando “O Batman” surgiu, havia toda uma nova geração de crianças assistindo a desenhos animados, e você quer dar a elas um Batman que seja o Batman delas, da mesma forma que o Batman de Dini-Timm pertence a outra geração."
À medida que a série progride, o Batman se torna mais confiante e experiente, assim como seus aliados. Felizmente para o Cavaleiro das Trevas, novos aliados estão prontos para se juntar a ele em sua guerra contra as forças do mal. No decorrer das duas primeiras temporadas, ele gradualmente ganha a confiança do departamento de polícia de Gotham City. Na terceira temporada, seis anos em sua missão, ele amadurece ao ponto de estar pronto para assumir um jovem herói sob sua tutela.
Rompendo com a tradição, o primeiro parceiro do Batman nesta versão é a adolescente Batgirl, também conhecida como Barbara Gordon. "Batgirl foi interessante em termos de design," diz Matsuda. "Existiram tantas Batgirls, e havia várias nos quadrinhos na época. Não foi uma homenagem exagerada, mas gostávamos da série dos anos 60, com Adam West, especialmente no que dizia respeito à paleta de cores, então nos inspiramos em Yvonne Craig daquela série: o cabelo aparecendo da máscara e o esquema de cores. Buscamos esse tipo de sensação para o programa."
Na quarta temporada, Batman recruta Dick Grayson em sua causa, depois que os pais do jovem acrobata morrem nas mãos do gângster Tony Zucco. "Planejamos grandes revelações a cada temporada, seja Batgirl ou Robin," diz Matsuda. "Sempre soubemos que teríamos o Robin, e quando ele apareceu, isso trouxe um novo nível de complexidade ao Batman na série. Ao projetá-lo, perguntamos: como repensar o Robin? Com os vilões, fomos a fundo, mas o traje do Batman não é tão diferente. Com o Robin, não queríamos ir muito longe. Dei a ele 'asas' de Robin, pequenos detalhes assim."
Os vilões do Batman se unem regularmente ao longo da quinta e última temporada, mantendo Gotham City sob cerco de duplas de supervilões, incluindo Coringa e Arlequina, Lex Luthor e Hera Venenosa, e Pinguim e Sinestro. Para enfrentar essas ameaças duplas, Batman é frequentemente acompanhado por membros da Liga da Justiça da América, incluindo Superman, Arqueiro Verde, Flash e Lanterna Verde. No final da série, Batman finalmente se consolida como herói, mentor e companheiro.
Os fãs mais jovens abraçaram “O Batman”, e muitos dos fãs das animações anteriores do personagem acabaram gostando da série ao longo das cinco temporadas, que terminaram em 2008. "Acho absolutamente essencial inovar de vez em quando, e “O Batman” deu passos ousados com esse objetivo", diz Brandon Vietti. "Uma nova perspectiva sobre um personagem familiar pode ser uma experiência empolgante e recompensadora, desde que a essência desse personagem seja mantida, e acho que “O Batman” conseguiu isso."
Enquanto a última temporada de “O Batman” estava em produção, a Warner Bros. Animation começou o desenvolvimento de uma nova série do Cavaleiro das Trevas, desta vez buscando inspiração nos quadrinhos clássicos do Batman. A Warner Bros. queria que Batman estivesse alinhado ao espírito de O Cavaleiro das Trevas (do diretor Christopher Nolan), mas não poderiam fazer uma série que imitasse o filme, já que ele era sombrio demais para a televisão infantil, segundo o produtor James Tucker, que acabava de concluir a série animada Liga da Justiça Sem Limites quando foi encarregado de conceber o novo show do Batman. "Eles queriam seguir radicalmente na direção oposta, algo alegre e ainda muito Batman. Então olhei para meu quadrinho favorito do Batman quando era criança: Bravos e Destemidos."

## Personagens

### Heróis
- Batman (Bruce Wayne): É um jovem e rico empresário da cidade de Gotham City, que após o assassinato de seus pais, decide lutar contra o crime na sua cidade natal fazendo uso de uma máscara negra. Bruce Wayne, seu alter-ego, foi alcunhado de Príncipe de Gotham e pôde desenvolver várias tecnologias de alta qualidade para combater os principais vilões da cidade. Mais uma vez, Batman poderá contar com a ajuda de outros personagens aliados. Aparenta ter 25 anos
- Alfred Pennyworth: É o mordomo e tutor de Bruce Wayne. Já em idade avançada, Alfred é quem administra o patrimônio bilionário de Bruce e o ajuda em algumas de suas missões mais difíceis. Alfred se revela um sujeito fino e culto e um rival antigo da Família Cobblepot.
- Comissário Jim Gordon: O novo comissário de polícia de Gotham acredita que o Batman ainda pode ajudar a combate o crime da cidade e na maioria das vezes, permite que o super-herói prenda e investigue os principais criminosos.
- Chefe Angel Rojas: Inicialmente, encara Batman como mais um bandido na cidade, até se dar conta do contrário. Seu maior sonho é descobrir a identidade verdadeira de Batman e algumas vezes chega bem perto de descobrir o segredo de Wayne.
- Detetive Ethan Bennett: É o melhor amigo de infância de Bruce Wayne. Bennett se torna o novo Cara-de-Barro, graças a uma toxina de Coringa, após ser demitido do serviço de polícia (por ter admitido que ajudava Batman).
- Detetive Ellen Yin: A antiga parceira de Bennett, que posteriormente, começou a enxergar o Batman como seu novo parceiro. Num dos episódios, Yin é  desacordada e capturada pelo Coringa e forçada a usar uma roupa parecida com a de Arlequina (uma das vilãs que aparece no desenho), mas é salva por Batman. Como o Chefe Rojas, ela planejava descobrir quem era o Batman mas, posteriormente, acabou desistindo.
- Batgirl (Bárbara Gordon): É a filha adolescente do Comissário Gordon. Após seu primeiro contato com Batman, nasce o desejo de obter uma identidade secreta e se tornar uma das heroínas de Gotham City. Na 5ª Temporada, Bárbara é aceita por Batman como sua parceira.
- Robin (Dick Grayson): É o maior parceiro de Batman. Após o assassinato de seus pais, é acolhido por Bruce Wayne e se transforma em Robin para vingar a morte de seus pais. Faz uso de acrobacias e artes marciais ao lado de Batman e Batgirl.
- Liga da Justiça: É liderada pelo Caçador Marciano, e formados pelos seguintes membros: Flash (Barry Allen), Lanterna Verde (Hal Jordan), Gavião Negro e Arqueiro Verde
- Superman: Aparece apenas no final da série conhecendo Batman e Robin, parada deter o Lex Luthor e salvar o mundo, também faz parte da Liga da Justiça, junto com Batman, Robin e Batgirl

### Inimigos
Ele luta contra inimigos antigos, como o Coringa, o Charada, a Mulher-Gato, O Pinguim entre outros com novas aparências e que também estão em início de carreira, além de alguns inimigos novos como:
- Clayface/Cara-de-Barro (Ethan Bennett): Antigo detetive Ethan Bennett, era o melhor amigo de Bruce, até ser transformado em um monstro que pode ser o que quiser, pelo Coringa.
- Bane: Um mascarado que pode ativar uma toxina em si, e virar um monstro com super força. Ao contrário das séries anteriores, Bane tem a cor de pele vermelha em vez da cor de pele normal e  sua mascara não tem uma caveira desenhada nela.
- Vagalume (Garfield Lynns): Um criminoso contratado por uma empresa concorrente das Empresas Wayne, foi contratado para destruir todas as concorrentes.
- Spellbinder (Delbert Billings): Um criminoso com um terceiro olho, que entra na mente das pessoas e as prende, ou hipnotiza.
- D.A.V.E.: Uma máquina criada por Hugo Strange, que sabe a técnica de Clayface, Coringa, Sr. Frio, Pinguim e Charada. Hugo falou que o criou para o bem, mas na verdade o fez para descobrir quem é o Batman.
- Hugo Strange: Um psiquiatra do asilo Arkham, obcecado por criminosos e pelo Batman é tão estranho como seu sobrenome sugere
- Grundy: Um zumbi do pântano que destruiu as pessoas da cidade e depois voltou para destruir seus descendentes, mas, na verdade, na sua volta era Clayface.
- Hera Venenosa (Pamela Isley): Uma botânica que amava as plantas e era capaz de qualquer coisa para transmitir suas mensagens sobre a natureza.Porém um acidente a transforma num ser meio mulher, meio planta,é uma ativista do Ecoterrorismo e amiga da Batgirl. Seus lábios possui várias toxinas que pode matar através do beijo.
- Maxie Zeus: Um maluco que acha que é um poderoso deus do Olimpo.
- Punch e Judy: Eles são dois criminosos fortes e pouco inteligentes que se tornaram os fiéis capangas do Coringa
- Senhor Frio (Victor Fries): Um cientista que estudava o frio que se transforma após um acidente de laboratório. Esta nova versão possui poderes de Criogênia (capacidade de congelar e criar gelo) similar ao Homem-de-Gelo dos X-men. A sua maldade que faz é pela sua esposa. Ao contrário das séries anteriores, o capacete do Senhor Frio é feita de gelo, não usa  seu visor de frio, pois seus olhos são demônicamente vermelhos quando está com seu capacete colocado na cabeça e que se tornou criminoso antes de conhecer o Batman.
- Arlequina, cujo nome real é Harleen Frances Quinzel, é um personagem fictício, supervilã inimiga do Batman no Universo DC.

## Elenco original
- Batman/Bruce Wayne - Rino Romano
- Robin/Dick Grayson - Evan Sabara
- Batgirl/Barbara Gordon - Danielle Judovits
- Coringa/Joker - Kevin Michael Richardson

## The Batman Strikes!
The Batman Strikes! é uma revista em quadrinhos baseada na série animada, nos Estados Unidos a publicação teve 50 números.
No Brasil algumas histórias publicadas em The Batman Strykes! foram publicadas na revista Jovens Titãs pela Panini Comics.